# Vattensumphöna
Vattensumphöna (Amaurornis phoenicurus) är en vida spridd asiatisk fågel i familjen rallar inom ordningen tran- och rallfåglar.

## Utseende
Vattensumphöna är en karakteristisk 32 centimeter lång rall med mörkt grå ovansida och vitt ansikte samt bröst. De undre stjärttäckarna är tydligt rost- eller kanelfärgade. Ben och näbb är gröna. På ungfågeln är det vita utbytt mot grått och ovansidan olivbrun.

## Lätet
Lätet är mycket karakteristiskt och högljutt, med olika sorters stönande, skrattande och kväkande ljud, följt av ett monotont "kru-ak, kru-ak, kru-ak-a-wak-wak". Det hörs bara under häckningstid, mestadels morgon och kvällar, men även nattetid, ofta från toppen av en buske eller ett bambustånd.

## Utbredning och systematik
Vattensumphöna förekommer i stora delar av södra och sydöstra Asien. Den delas in i fyra underarter med följande utbredning:
- Amaurornis phoenicurus phoenicurus – Sydasien, malajiska arkipelagen och Filippinerna
- Amaurornis phoenicurus insularis – Andamanerna och Nikobarerna
- Amaurornis phoenicurus midnicobarica – centrala Nikobarerna
- Amaurornis phoenicurus leucomelana – Sulawesi, västra Moluckerna och Små Sundaöarna

International Ornithological Congress urskiljer även underarten leucocephalus med utbredning på ön Car Nicobar.

## Ekologi
Fågeln förekommer i en rad olika typer av våtmarker som risfält, flodbanker, sjöar, träsk, diken och vattenreningsdammar. Den påträffas längre från vatten i skogskanter och buskmarker, på Andamanerna och Nikobarerna till och med i tät skog. Arten trivs också nära människan och ses ofta i bydammar och stadsparker. Den återfinns från havsnivån till 1 500 meters höjd, i sydvästra Indien 2 000 meter.
Vattensumphönan är en allätare som intar maskar, mollusker, insekter och dess larver, spindlar och småfisk, men även gräsfrön och skott och rötter från våtmarksväxter. Den är vanligtvis inte särskilt skygg utan ses ofta ute i det öppna. Den klättrar i buskar och träd och i vattnet kan den också dyka.
Arten antas vara monogam, åtminstone under en och samma häckningssäsong. Den lägger fyra till nio ägg i en grund skål som placeras på marken i gräs eller snårig undervegetation vid en dammkant, i ett dike eller dolt i ett buskage. Äggen ruvas och unav båda könen i 20 dagar.

## Status
Arten har ett stort utbredningsområde och internationella naturvårdsunionen IUCN kategoriserar arten som livskraftig. Beståndsutvecklingen är dock oklar.

## Namn
Arten har på svenska även kallats vattenhöna, men blev tilldelad ett nytt namn av BirdLife Sveriges taxonomikommitté för att bättre överensstämma med övriga arter i släktet Amaurornis.

## Bilder

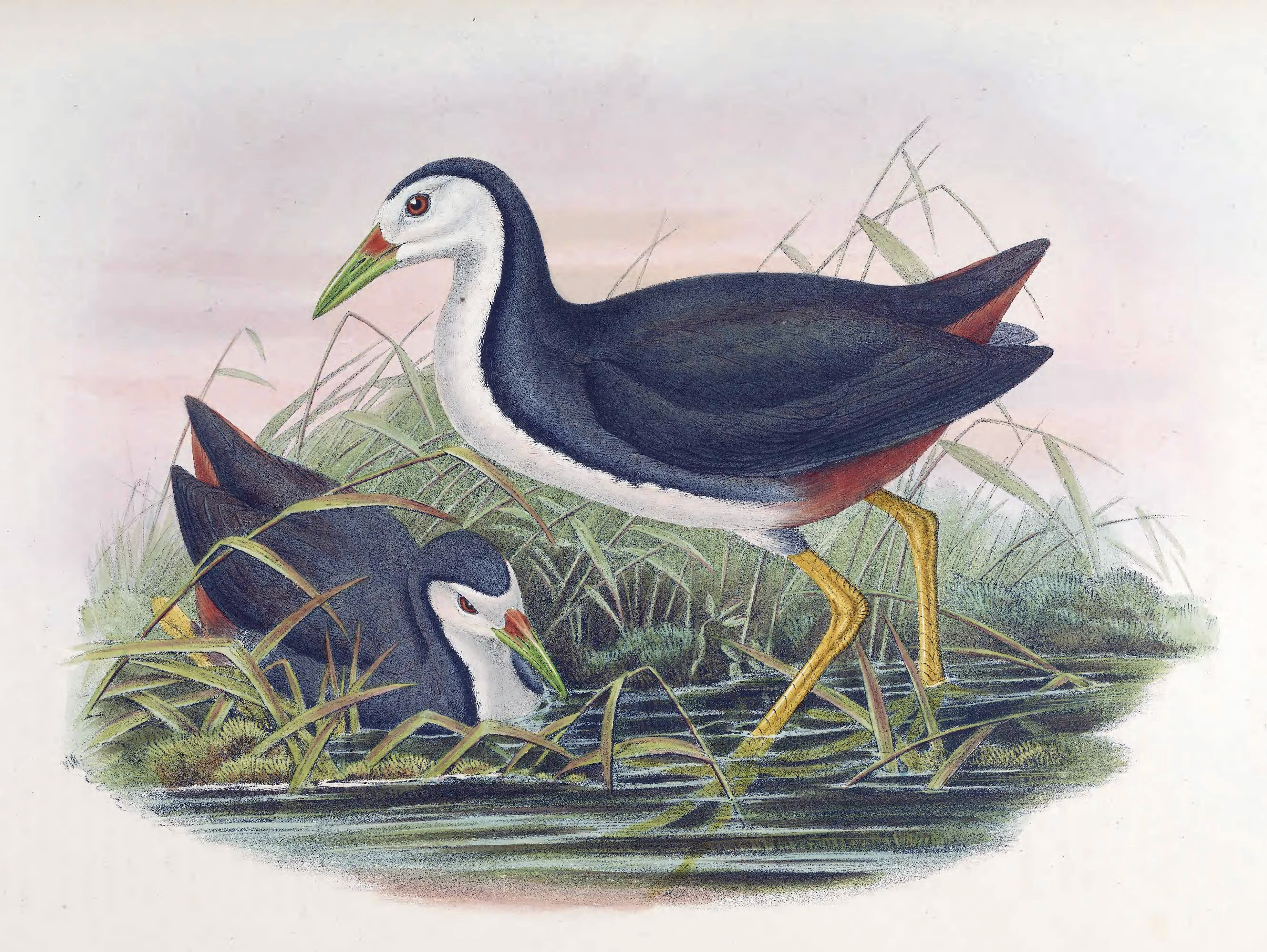
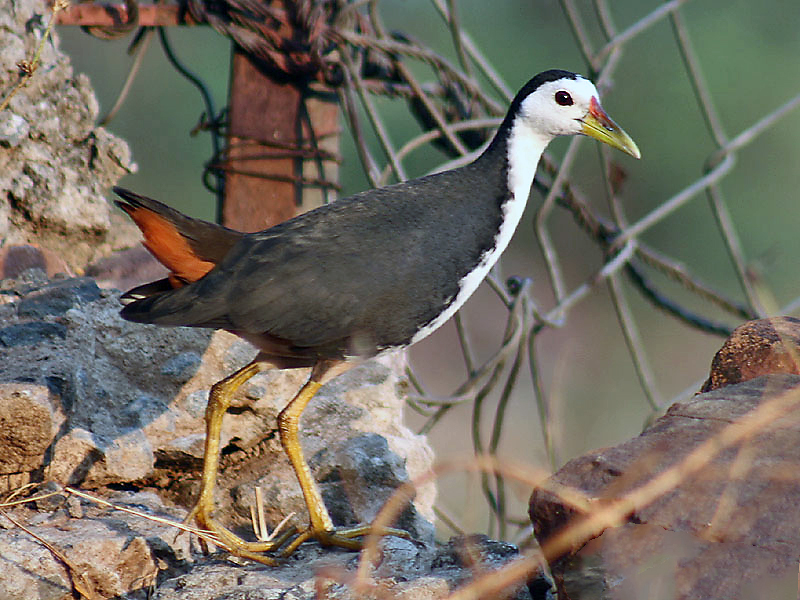
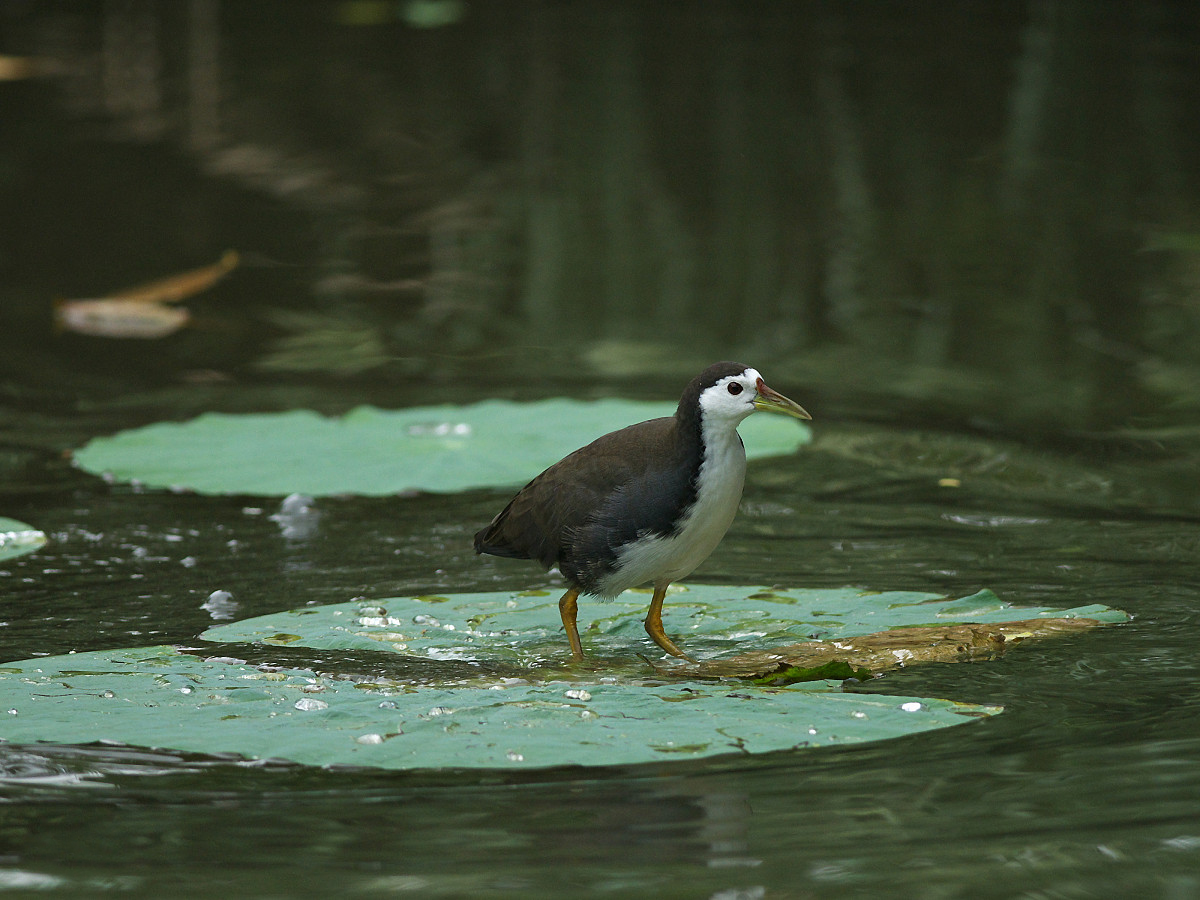
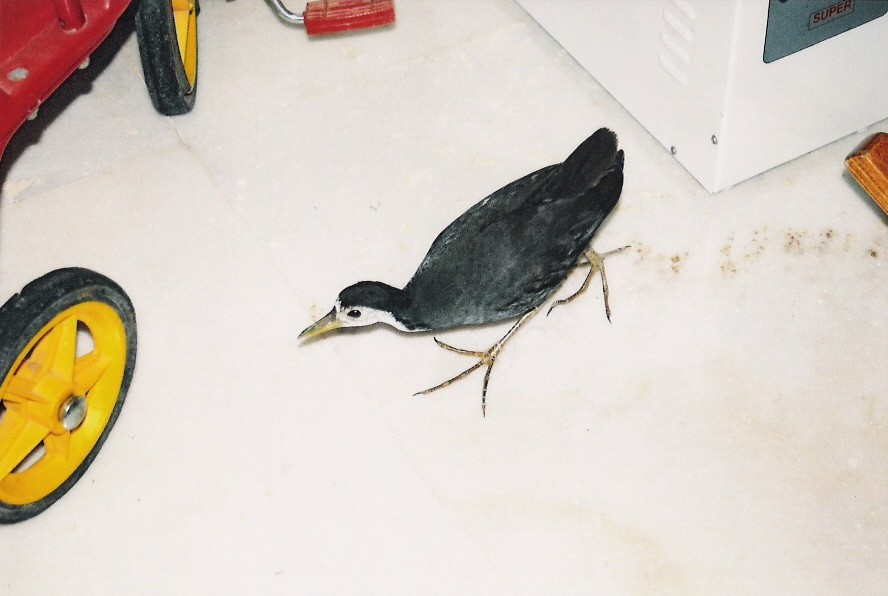